# Stazione di Roseto Capo Spulico
La stazione di Roseto Capo Spulico è una stazione ferroviaria italiana che si trova lungo la ferrovia Jonica.

## Storia
La stazione, aperta insieme alla linea nel 1875 circa, fino agli anni 60 del '900 si trovava in un piccolo casolare sito a pochi metri dalla posizione attuale.
Dal 2016 al 2024 la stazione è stata priva di collegamenti ferroviari. 
Nel corso dell’estate 2024 è stato inserito da Trenitalia un servizio denominato “Magna Grecia Line” consistente in due coppie di treni regionali circolanti solo il sabato e la domenica (tra il 9 giugno e il 29 settembre) tra le stazioni di Sibari e Taranto. 

## Strutture e impianti
Inizialmente dotata di binario d'incrocio, ne viene privata il 19 dicembre 2013, rimanendo però funzionale ai fini del distanziamento dei treni.

## Movimento
Purtroppo dall'introduzione dell'orario estivo 2025, con la soppressione del servizio ferroviario di cui sopra, la stazione è tornata ad essere priva di traffico.